# Planeta Zoo
Planeta Zoo es el nombre de un parque zoológico en las afueras del pueblo rural de Barrera en el Municipio Libertador del Estado Carabobo, Venezuela. Barrera queda ubicado en un sector conocido como Sabana de Medio, incluido dentro del área urbana de Campo Carabobo a menos de 100 m s. n. m. El parque Planeta Zoo es una granja de cuatro hectáreas al este de Barrera y cuenta con recreadores que dirigen una visita guiada entre las especies de la fauna venezolana y domésticas alojadas en el parque. Los guías permiten que los animales sean acariciados, alimentados y en algunos casos jugar con ellos. 

## Atractivos
Las especies más llamativas son dos serpientes «tragavenado» de nombre Marco Polo y Cleopatra, un toro de nombre Sute, una cerda asiática llamada Manuelita, un cunaguaro de cinco años llamado Sami, una cabra de nombre Agapito, así como caballos, ponis, patos, gallinas, avestruces, chivos y peces. El parque permite paseos a caballo, poni y, los niños más pequeños pueden pasear sobre el chivo. También cuenta con una pista para pasear sobre motos de cuatro ruedas y una piscina.